# Sathrophyllia arabica
Sathrophyllia arabica är en insektsart som beskrevs av Krauss 1902. Sathrophyllia arabica ingår i släktet Sathrophyllia och familjen vårtbitare. Inga underarter finns listade i Catalogue of Life.